# کاچیرا
کاچیرا (انگلیسی: Cáchira) نام شهری در کشور کلمبیا است.